# Jan Adamczyk (1930–2022)

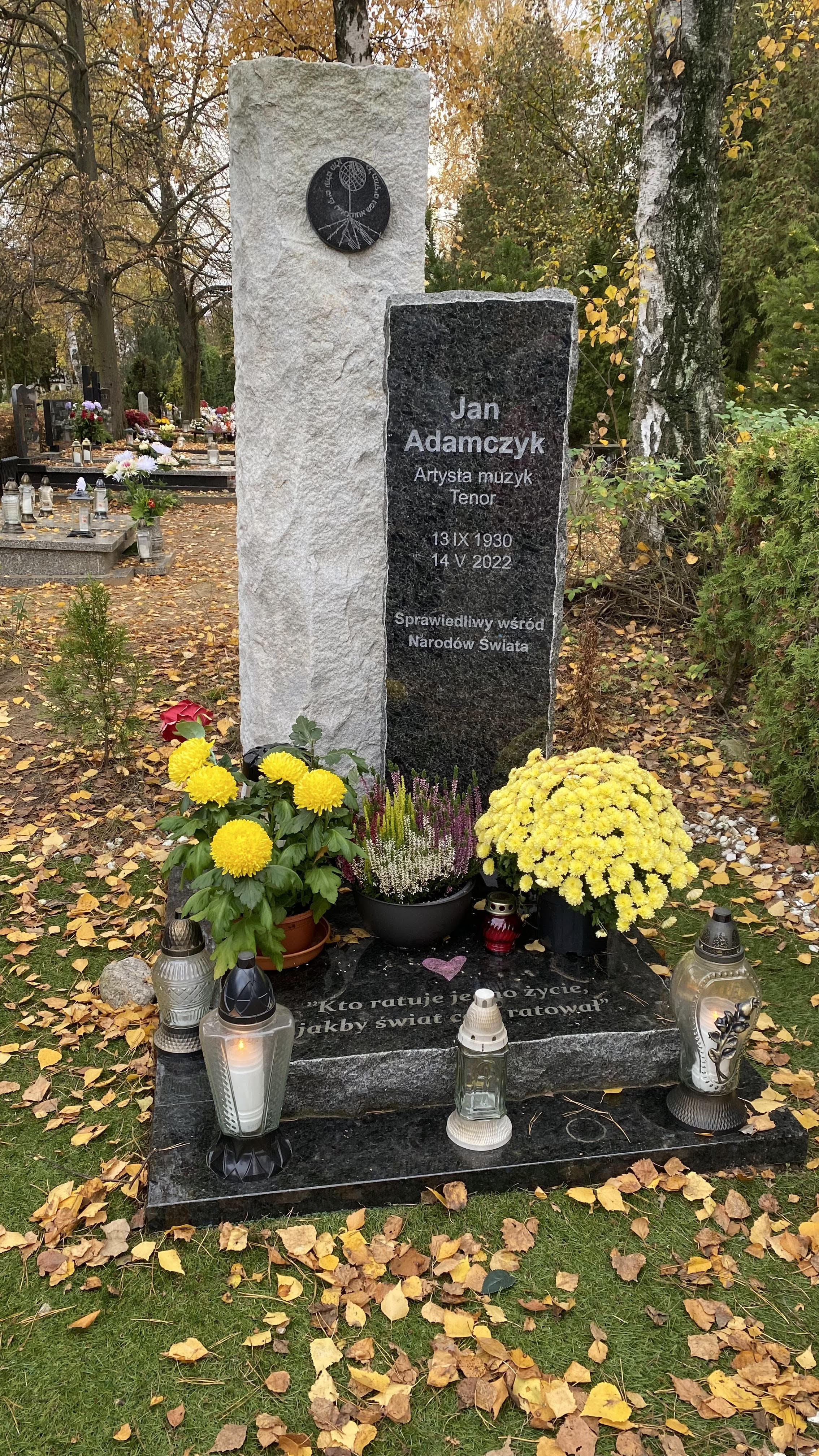
Nagrobek w Alei Zasłużonych Cmentarza Junikowo w Poznaniu

Jan Kazimierz Adamczyk (ur. 13 września 1930 w Obornikach, zm. 14 maja 2022 w Biedrusku) – polski śpiewak, Sprawiedliwy wśród Narodów Świata. 

## Życiorys
Urodził się w rodzinie Marianny i Jana Adamczyków. W 1940 roku, po tym jak w miejscowości zginął Niemiec, jego rodzinę wysiedlono do Denkowa w Świętokrzyskiem. Tam cała rodzina Adamczyków zaangażowała się w pomoc żydowskiej rodzinie Frymlów, ukrywając ich w czasie okupacji niemieckiej pod podłogą własnego domu.
Po zakończeniu II wojny światowej wrócił w rodzinne strony. Maturę zdał w liceum w Skwierzynie. W latach 50. rozpoczął służbę w wojsku. Kształcił się w Oficerskiej Szkole Lotniczej w Dęblinie. Następnie służył w strukturach obrony powietrznej w Krzesinach w stopniu podporucznika. Latał na samolotach MiG-15 pod dowództwem gen. Jana Raczkowskiego.
W 1958 roku porzucił karierę wojskową, by podjąć studia na Wydziale Wokalnym Państwowej Wyższej Szkoły Muzycznej w Poznaniu, specjalizacja śpiew solowy, w klasie Kazimierza Czarneckiego. Studia ukończył w 1962 roku z wynikiem bardzo dobrym. W latach 60. działał w Studenckim Teatrze „Nurt” (początkowo Estrada Winogrady) – jednym z najlepszych ówczesnych teatrów studenckich w kraju. Współpracował tam między innymi z: Bogdaną Zagórską, Zdzisławą Sośnicką, Urszulą Sipińską i Anną Jantar.
Jeszcze jako student, w 1959 roku, został zatrudniony na stanowisku śpiewaka w ówczesnej Państwowej Operetce Poznańskiej, gdzie szybko stał się pierwszym tenorem. Występował tam do przejścia na emeryturę w 1987 roku. Tam też w 1980 roku poznał swoją żonę Janinę Odwrot-Adamczyk. Grał role amantów, śpiewając takie role w operetkach jak: Su Czong w Krainie uśmiechu Franza Lehára, Kamila w Wesołej wdówce Lehára, Janosika w Na szkle malowane Katarzyny Gärtner, Carmello w Nocy w Wenecji Johanna Straussa (syna), Joszi w Cygańskiej miłości Lehára, Józefa w Wiedeńskiej krwi Johanna Straussa (syna), Leonardo w Cecylii Valdés Gonzala Roiga, Raula Delacroixa w Fiołku z Montmartru Imre Kálmána, Hr. Popiela w Polskiej krwi Oskara Nedbala.
Jan Adamczyk komponował także utwory, w tym piosenki oraz aranżował różne kompozycje na orkiestrę. Współpracował między innymi z: Towarzystwem Muzycznym im. Henryka Wieniawskiego w Poznaniu, Symfoniczną Orkiestrą Objazdową. Tworzył zespoły wokalne i wokalno-instrumentalne, klasyczne i rozrywkowe.
Pochowany został w Alei Zasłużonych (AZ; rząd: L; miejsce: 030) na cmentarzu Junikowo w Poznaniu .

## Odznaczenia
- Odznaka Honorowa „Za Zasługi w Rozwoju Województwa Poznańskiego” nadana przez Wojewódzką Radę Narodową w Poznaniu[1]
- Brązowy Medal „Za Zasługi Dla Ligi Obrony Kraju” nadany przez Prezydium Zarządu Głównego Ligi Obrony Kraju[1]
- Złoty Krzyż Zasługi nadany przez Radę Państwa[1]
- Srebrny Medal „Zasłużony Kulturze Gloria Artis” nadany przez Ministra Kultury i Dziedzictwa Narodowego (2016)[1][3]
- Krzyż Komandorski Orderu Odrodzenia Polski nadany przez Prezydenta Rzeczypospolitej Polski za ratowanie Żydów podczas II wojny światowej (2016)[4]
- Medal „Sprawiedliwy wśród Narodów Świata” przyznany przez Instytut Jad Waszem w Jerozolimie (1997), wyróżnienie otrzymały także jego siostry: Jadwiga Szczeszak, Lucjanna Kuźnicka, Helena Adamczyk, a w 1975 rodzice[5]